# Sainte Catherine d'Alexandrie (Cima da Conegliano)
Pour les articles homonymes, voir Sainte Catherine d'Alexandrie (homonymie).
Sainte Catherine d'Alexandrie est une peinture à l'huile sur toile (152,2 × 77,8 cm et 41 × 84,9) pour la lunette) réalisée en 1502 par le peintre italien Cima da Conegliano. Il est conservé à la Wallace Collection de Londres.

## Description
Ce tableau religieux représente la reine Catherine d'Alexandrie qui fut martyrisée au IVe siècle, pour avoir lutté contre la persécution des chrétiens. On peut l'identifier par sa couronne, un fragment de la roue sur laquelle elle a été torturée, et la palme, symbole de la victoire du chrétien sur la mort.
L'oeuvre faisait à l'origine partie du retable commandé pour l'Église de San Rocco à Mestre, près de Venise. Elle était flanquée des figures de Sébastien et Roch, souvent invoqués pour protéger de la peste. Les panneaux qui les représentent, Saint Sébastien et Saint Roch, sont aujourd'hui conservés au musée des Beaux-Arts de Strasbourg, en France.
Au bas du piédestal de la sainte on lit l'inscription: Joanis Babtiste CONEGLANESIS OPUS.

### La lunette
En haut, dans la lunette est représentée la Vierge à l'Enfant entre les saints Dominique et François.